# Middlesbrough FC
A Middlesbrough Football Club (becenevén: Boro) angol profi futballcsapat. 1876-ban alapították. 1995 augusztusa óta a Riverside Stadionban játssza hazai meccseit, ez a csapat harmadik stadionja 1889-es profivá válása óta. 1992-ben a gárda alapító tagja volt a Premier League-nek, két legnagyobb riválisa a Sunderland és a Newcastle United.
A Boro eddigi legjobb bajnoki helyezése egy harmadik hely volt, melyet az 1913/14-es szezonban ért el és eddig mindössze két szezont töltött el a két legfelső osztályon kívül. A klub 1986-ban majdnem csődbe ment, de egy Steve Gibson által irányított csoport megmentette, később Gibson lett az elnök. A Middlesbrough 2004-ben megnyerte a Ligakupát, máig ez az egyetlen nagy trófeájuk.
A csapat hagyományosan vörös mezt visel, melyben mindig található egy vagy több fehér csík. Történetük során többféle címert használtak, a legutóbbi 2007 májusában került használatba, egy ágaskodó oroszlánt ábrázol.

## Klubtörténet

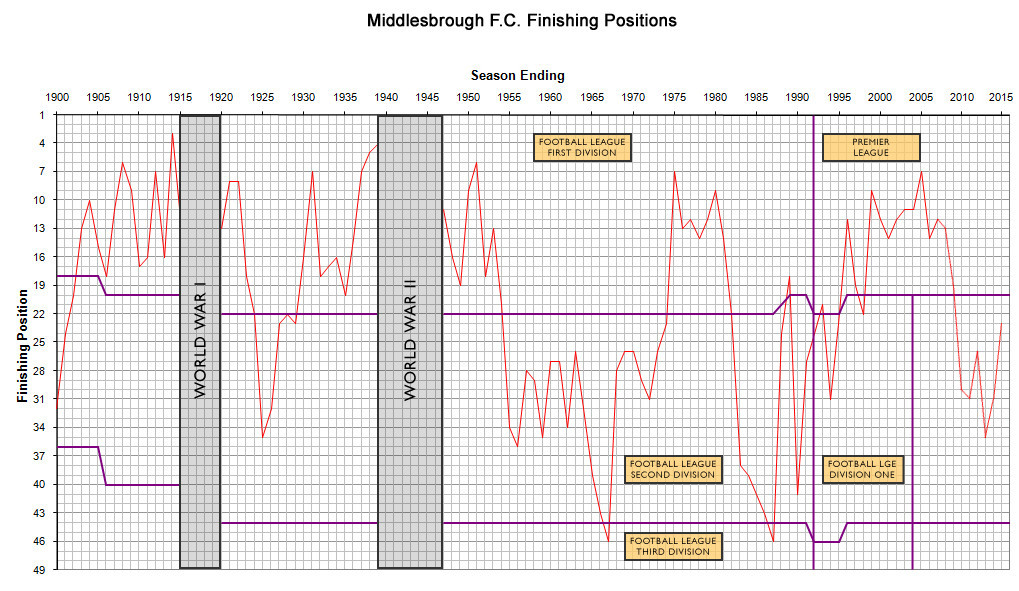
A Boro teljesítménye, mióta belépett a ligába

A csapatot eredetileg a Middlesbrough Cricket Club játékosai alapították, hogy edzésben maradjanak a téli szünetben is. Kétszer megnyerték az Amatőr FA Kupát, 1895-ben és 1898-ban. Bár 1889-ben profivá váltak, 1892-ben visszavették az amatőr státuszt és csak 1899-ben váltak végleg profivá. Három évvel ezután feljutottak az élvonalba és ott is maradtak a következő 22 szezonban.
1903-ban a Boro beköltözött az Ayresome Parkba, ahol 92 évet töltöttek el. 1905-ben akkori rekordnak számító összegért, 1000 fontért leigazolták Alf Commont. A következő néhány évben a csapat teljesítménye hullámvasútszerű volt. Az 1907/08-as szezonban hatodikok lettek, két évvel később viszont a 17 pozícióban végeztek. Az első világháború előtti utolsó szezonban érték el legjobb helyezésüket, akkor harmadikként zártak.
A hivatalos bajnokság újraindítása előtt egy ideiglenes ligában szerepeltek, melyet meg is nyertek. A háború utáni első idényben a tabella közepén végeztek, az 1923/24-es idényben viszont kiestek, miután a 22. helyen zártak, tíz ponttal az utolsó előtti Chelsea mögött.
Három évvel később megnyerték a másodosztályt, ebben a szezonban debütált a Durham Citytől igazolt fiatal csatár, George Camsell, aki 59 gólt szerzett, kilencszer ért el mesterhármast. Az ezt követő tíz évadon keresztül folyamatosan ő volt a házi gólkirály. Az élvonalban mindössze egy szezont töltöttek el, mielőtt kiestek, de rögtön feljutottak – ismét bajnokként. Ezt követően a Boro 1954-ig folyamatosan a First Divisionban maradt.
A második világháború előtti időszakban a Middlesbrough két legfontosabb játékosa Wilf Mannion és George Hadwick volt, akik mindketten bekerültek a válogatottba is. Amikor a csapat eredményei egyre javultak és már bajnokesélyesként számoltak velük, a háború közbeszólt és félbeszakadt a bajnokság. Az újrakezdés után már nem voltak ilyen sikeresek, középszerű csapattá váltak, majd az FA-kupából is hamar kiestek. Az 1953/54-es szezonban végül kiestek, ezt követően 20 évig nem is jutottak vissza. Ebben a nem túl dicső korszakban is voltak kiemelkedő játékosai a klubnak, például Brian Clough, aki 222 meccsen 204 alkalommal talált be, mielőtt a Sunderlandhez igazolt. Folyamatosan értek el jobb eredményeket, de komoly esélyük sosem volt a feljutásra. Az 1962/63-as évadban negyedikek lettek, de ezt követően hanyatlás következett be és 1966-ban kiestek a harmadosztályba.
Az új menedzser, Stan Anderson első próbálkozásra feljuttatta csapatát a második vonalba, az ezt követő nyolc szezonban a Boro nem végzett kilencediknél rosszabb helyen. Az FA Kupában ebben az időben sem voltak túl sikeresek, nem sikerült továbbjutniuk a negyeddöntőnél. 1974-ben Jack Charlton lett a vezetőedző, aki már nagyon hamar bebiztosította az élvonalba való visszajutást. A kétpontos rendszerben (a győzelemért nem három, hanem két pont járt) rekordnak számító 65 pontot gyűjtöttek.
Az élvonalba visszajutva a csapatnak sikerült a kupák távolabbi szakaszaiba is eljutni, de a végső győzelem már nem jött össze. Az 1975/76-os szezonban azonban megnyerték az Anglo-Scottish Kupát a Fulham legyőzésével, ez volt az első trófeájuk profiként, de a statisztikákban csak a 2004-es Ligakupa-győzelmet veszik számításba.
Az 1980-as években pénzügyi nehézségei támadtak a gárdának, miután kiestek a First Divisionből, a második vonalban is a tabella végén küszködtek, az 1984/85-ös idényben mindössze 19. lettek. 1986 áprilisában 30 000 fontot kértek kölcsön a Profi Labdarúgók Szövetségétől (PFA), hogy fizetést tudjanak adni játékosaiknak. A szezon végén nem tudták elkerülni a kiesést, így a Third Divisionban találták magukat. A csapat felszámolás alá került, az Ayresome Park kapuit pedig lelakatolták. Mivel a Borónak nem volt 350 000 fontja, ami a ligába való nevezéshez kellett, úgy tűnt, végleg megszűnik a klub. Steve Gibson, a szakmai stáb egyik tagja viszont maga köré gyűjtött embereket, akik segítségével 10 perccel a határidő előtt be tudta fizetni a regisztrációs díjat. Ezek után megváltozott a címer és a cég neve Middlesbrough Football and Athletic Club (1986) Ltd. lett.
A következő két szezonban a Middlesbrough egészen az élvonalig szárnyalt, bár utána rögtön visszaesett a másodosztályba. Ekkor adták el Gary Pallistert brit rekordnak számító 3,2 millió fontért a Manchester Unitednek. Az 1992/93-as szezonban alapító tagjai lettek a Premier League-nek.
1994-ben Bryan Robsont nevezték ki menedzserré és a gárda ismét felhívta magára a figyelmet, hiszen olyan játékosokat igazolt, mint például a brazil Juninho. Úgy tűnt, a Boro úton van a csúcs felé, de az 1996/97-es idény rosszul indult számukra, ráadásul 3 pontot le is vontak tőlük karácsony táján, amiért nem játszottak le e Blackburn elleni meccset, ez kiesést eredményezett. Ha nem lett volna a büntetés, bent maradhattak volna. A Ligakupa és az FA-kupa döntőjébe is bejutottak, de mindkettőn vereséget szenvedtek. A következő két évben is sikerült a Ligakupa fináléjába kerülniük, másodosztályúként, de győzni egyszer sem sikerült.

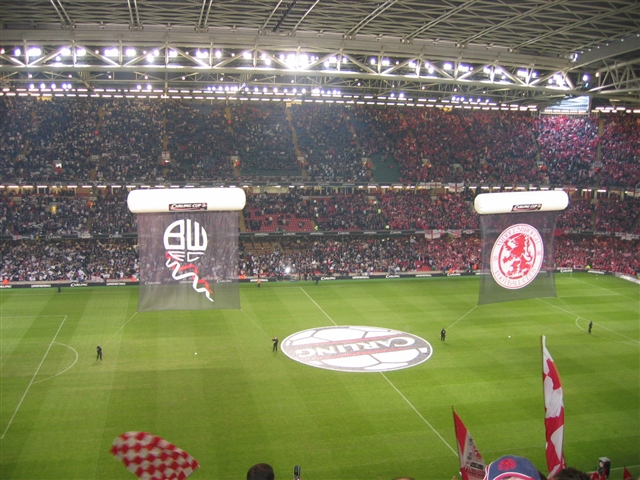
A Ligakupa-döntő előtti ceremónia

A 2003/04-es szezon volt a klub történetének eddigi legsikeresebb szezonja, hiszen ismét bejutottak a Ligakupa-döntőbe, melyet ezúttal meg is nyertek a Bolton 2-1-es legyőzésével. Ekkor már Steve McClaren volt a vezetőedző. A kupasiker miatt indulhattak az UEFA-Kupában, ekkor debütálhattak az európai porondon, itt a legjobb 16 közé kerültek. Ezt követően ismét bejutottak az UEFA-Kupába egy Manchester City elleni drámai mérkőzés után. Az elért 1-1-es döntetlenhez az is kellett, hogy Mark Schwarzer kivédjen egy büntetőt az utolsó percekben.
2006. április 27-én a csapat bejutott az UEFA-kupa döntőjébe, a menetelés során kétszer is 3-0-s hátrányból álltak talpra. Ám a finálé nem tartogatott túl sok siker a számukra, a Sevilla 4-0-ra kiütötte őket. Ezután McClaren az angol válogatott szövetségi kapitánya lett, helyét a visszavonuló védő, Gareth Southgate vette át.

## Klubszínek és címerek
Bár a Middlesbrough FC 1876-ban alakult, jelenlegi piros-fehér színei csak 1899-ben kerültek használatba. Korábban a klub játékosai piros-fekete csíkos mezt viseltek fekete sorttal és sportszárral, de létezett egy fehér mezes, kék nadrágos és sportszáras verzió is. Ezt követően váltottak teljesen piros mezre, piros rövidnadrágra és fehér vagy egyes esetekben vörös sportszárra. A mellkason lévő vízszintes fehér csík 1973-ban Jack Charlton javaslatára került a mezre (előtte Charlotn megpróbálta visszahozni a fehér, Leeds United-stílusú összeállítást). A csíkos megoldás az 1997/98-as és a 2000/01-es idényben is visszatért, 2004 óta pedig állandó. 2007 decemberében a klubvezetés a szurkolókra bízta a jövő évi összeállítás kiválasztását, egy weblapon lehetett szavazni, a győztes egy már megszokottnak számító fehér vízszintes csíkos lett.
A Boro címere négyszer ment át eddig változtatáson, először, mint általában más csapatoknál is, a városi címer került a mezekre egy vörös vagy kék oroszlánnal, a szerelés színétől függően. 1973-ban, a vastag fehér sáv bevezetésekor csak az oroszlán maradt, mely alá a csapat nevének rövidítése (M.FC) került piros betűkkel. Az újabb átalakítás 1986-ban következett be, amikor a gárda megmenekült a csődtől. Ekkor az oroszlán köré egy kör került, melybe a "Middlesbrough Football Club" szavakat írták be, valamint az 1986-os évszámot, jelezvén, hogy új időszámítás kezdődött a klubnál. Ez a címer 2007-ig volt használatban. Ekkor az oroszlán egy pajzsra került, mely alatt egy egy szalag fut, ebbe már nem az 1986-os, hanem az 1876-os évszám került. A vezetők ezzel a csapat hosszú történetére szeretnének utalni.

## Stadionok

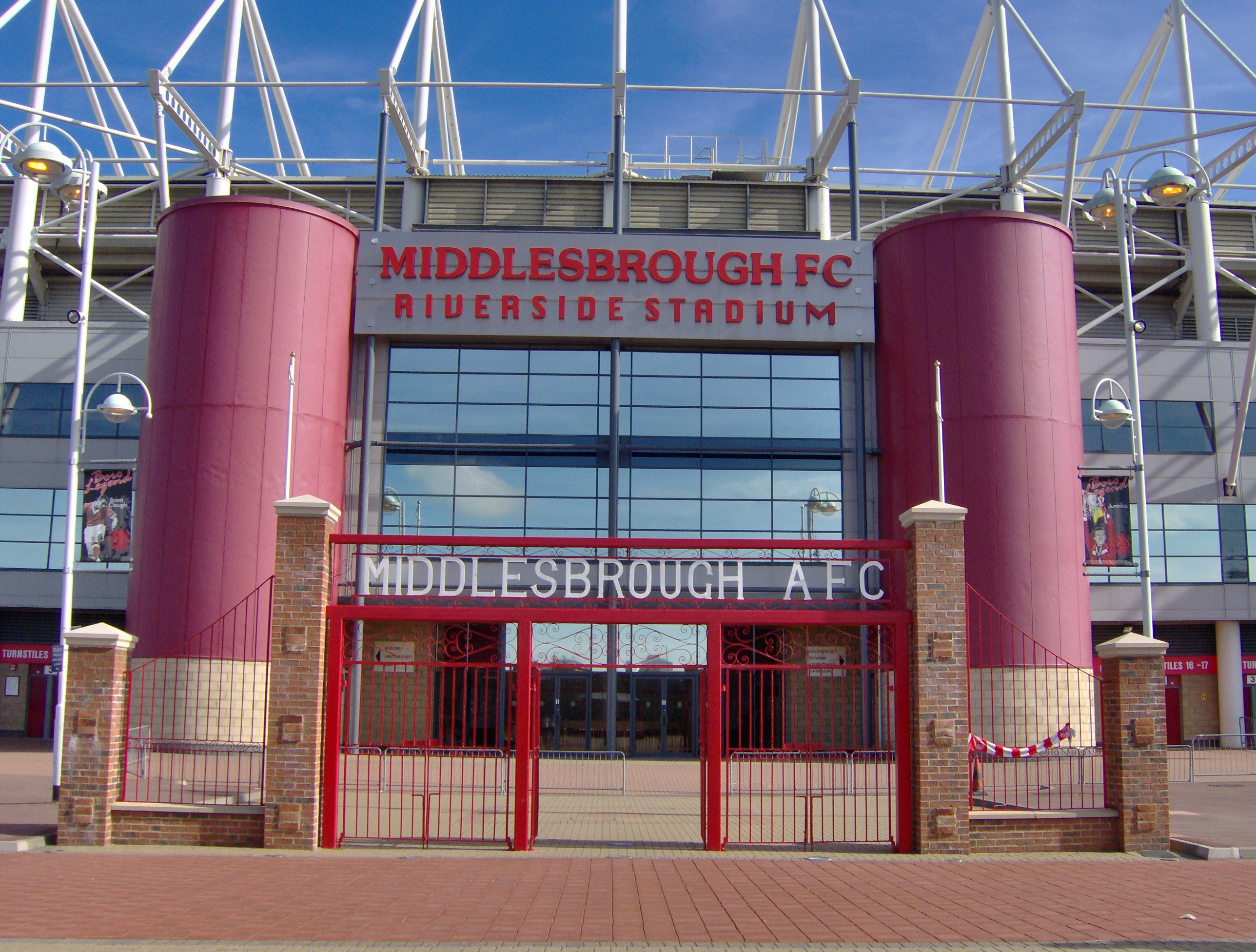
A Riverside Stadium bejárata

A megalakulás után a csapat két évig az Albert Parkban játszott, de látván a károkat, melyeket a játékosok és a szurkolók okoztak, a park tulajdonosai új pálya keresésére kérték a Middlesbrough-t. A következő állomás a Breckon Hill volt, mely a mai Middlesbrough Főiskola mögött helyezkedik el, ez sem saját, hanem bérelt terület volt. 1880-ban a tulajdonos felemelte a bérleti díjat, ami miatt a klubnak ismét költöznie kellett. 1882-ben használatba vették a Linthorpe Road Groundot, ahol a Middlesbrough Cricket Club is játszott, de ők egy év múlva kiköltöztek, így a Boro lett az egyetlen bérlő.
A csapat egyre növekedett a szurkolói táborral együtt, ráadásul a ligába is beléptek, így 1903-ra időszerűvé vált az újabb váltás. Ekkor az Archibald Leitch által tervezett Ayresome Park lett az otthonuk. 92 évig maradt itt a csapat. a Hillsborough-katasztrófa utáni Taylor-jelentés miatt 1990-ben fel kellett újítani vagy el kellett hagyni a stadiont. A Boro az utóbbi mellett döntött és az 1994/95-ös szezontól csak edzőpályának használta az Ayresome-ot, amíg le nem bontották. A tréningek jelenleg Rockcliffe Parkban zajlanak.
A szurkolók által elnevezett Riverside Stadiont 1995-ben vette birtokába a csapat. Ez volt az első olyan létesítmény, mely a Taylor-jelentés után épült és minden pontjának megfelelt. Az építési költség 16 millió font volt és eredetileg 30 000 néző befogadására volt alkalmas. 1998-ban plusz 5 millió fontért kibővítették és 35 100 fősre. A nézőszám az utóbbi években folyamatosan esik, 2007-ben átlagosan 8000-rel voltak kevesebben a teljes befogadóképességnél.

## Szurkolók
A Boro szurkolóinak legnagyobb része természetesen Middlesberough városából kerül ki, de szép számmal támogatják a csapatot a környező kisvárosokban is. Nagy-Britanniában az MFC csúcstartó abból a szempontból, hogy helyi szurkolóinak 80%-a rendelkezik szezonbérlettel. Viszonylag sok női szurkolójuk is van (20%). Egy, a 2007/08-as szezon elején készült felmérés szerint a Boro-drukkerek a hetedik leghangosabbak a Premier League-ben.
A Hivatalos Middlesbrough Szurkolói Klub (Middlesbrough Official Supporters Club), melynek saját csapata is van a helyi bajnokságban, világszerte rengeteg szurkolói csoportosulással tartja a kapcsolatot. A Boro legnagyobb szurkolói klubjai: természetesen a Hivatalos Szurkoló Klub, a Mozgássérült Middlesbrough-szurkolók Társasága (Middlesbrough Disabled Supports' Association), a Yarm Reds és a Middlesbrough Déli Szurkolói (Middlesbrough Supporters South).
A 2005/06-os szezon UEFA-kupa döntője után az UEFA pénzügyi igazgatója, Lars-Christer Olsson is megdicsérte a Middlesbrough szurkolóit, mivel véleménye szerint a vereség ellenére is megmutatták, hogy barátságos és erőszakmentes ünneppé lehet alakítani egy ilyen fontos meccset.
A szurkolók magukat "Smoggies"-nak, azaz Füstösöknek hívják. Kezdetekben ez egy, az ellenfelek által használt gúnynév volt, de hamar megtetszett nekik és magukra vették.
A planetfootball.com 2004-es felmérése szerint legfőbb riválisuk a Newcastle United (a két csapat közötti rangadót Tyne-Tees-derbinek nevezik), de a Sunerland és a Leeds United elleni találkozók is parázs összecsapásokat szoktak hozni.

## Szurkolói magazin
A Middlesbrough volt az első csapat, melynek saját televíziós csatornája volt. Ez 2005 nyaráig működött, azóta a hivatalos weboldalon található egy hasonló részleg, ahol meg lehet tekinteni a meccsek összefoglalóját. A csapat szurkolói magazinja, a Redsquare, mely a 2006/07-es idényben elnyerte az "Év szurkolói magazinja" díjat.

## Sikerei
- 1-szeres Ligakupa-győztes: 2004
- UEFA – kupa ezüstérmes': 2006
- Kirin-kupa győztese: 1980

## Edzők
Az összes teljes jogú kinevezett edző (később menedzser) 1899-től, a klub profivá válásától.
| Időszak   | Menedzser(ek)   |
| --------- | --------------- |
| 1899–1905 | Jack Robson     |
| 1905–1906 | Alex Mackie     |
| 1906–1909 | Andy Aitken     |
| 1909–1910 | John Gunter     |
| 1910–1911 | Andy Walker     |
| 1911–1919 | Tom McIntosh    |
| 1920–1923 | Jimmy Howie     |
| 1923–1926 | Herbert Bamlett |
| 1927–1934 | Peter McWilliam |
| 1934–1944 | Wilf Gillow     |
| 1944–1952 | David Jack      |
| 1952–1954 | Walter Rowley   |
| 1954–1963 | Bob Dennison    |
| 1963–1966 | Raich Carter    |
| 1966–1973 | Stan Anderson   |
| 1973–1977 | Jack Charlton   |
| 1977–1981 | John Neal       |
| 1981–1982 | Bobby Murdoch   |
| 1982–1984 | Malcolm Allison |

| Időszak   | Menedzser(ek)                  |
| --------- | ------------------------------ |
| 1984      | Jack Charlton                  |
| 1984–1986 | Willie Maddren                 |
| 1986–1990 | Bruce Rioch                    |
| 1990–1991 | Colin Todd                     |
| 1991–1994 | Lennie Lawrence                |
| 1994–2000 | Bryan Robson                   |
| 2000–2001 | Terry Venables és Bryan Robson |
| 2001–2006 | Steve McClaren                 |
| 2006–2009 | Gareth Southgate               |
| 2009–2010 | Gordon Strachan                |
| 2010–2013 | Tony Mowbray                   |
| 2013–2017 | Aitor Karanka                  |
| 2017      | Garry Monk                     |
| 2017–2019 | Tony Pulis                     |
| 2019–2020 | Jonathan Woodgate              |
| 2020–2021 | Neil Warnock                   |
| 2021–2022 | Chris Wilder                   |
| 2022–     | Michael Carrick                |

## Játékosok
2022. augusztus 26. szerint.
| #  |     | Poszt | Név                                                          |
| -- | --- | ----- | ------------------------------------------------------------ |
| 1  | USA | K     | Zack Steffen (kölcsönben a Manchester City csapatából)       |
| 2  | ENG | KP    | Isaiah Jones                                                 |
| 3  | ENG | V     | Ryan Giles (kölcsönben a Wolverhampton Wanderers csapatából) |
| 4  | ENG | KP    | Alex Mowatt (kölcsönben a West Bromwich Albion csapatából)   |
| 5  | ENG | V     | Matt Clarke                                                  |
| 6  | ENG | V     | Dael Fry                                                     |
| 8  | AUS | KP    | Riley McGree                                                 |
| 9  | BRA | CS    | Rodrigo Muniz (kölcsönben a Fulham csapatából)               |
| 13 | USA | CS    | Matthew Hoppe                                                |
| 14 | ENG | V     | Tommy Smith                                                  |
| 15 | NED | V     | Anfernee Dijksteel                                           |
| 16 | ENG | KP    | Jonny Howson                                                 |
| 17 | NIR | V     | Paddy McNair                                                 |
| 18 | ENG | CS    | Duncan Watmore                                               |
| 20 | NIR | KP    | Caolan Boyd-Munce                                            |
| 20 | FIN | CS    | Marcus Forss                                                 |

| #  |     | Poszt | Név             |
| -- | --- | ----- | --------------- |
| 23 | ENG | K     | Liam Roberts    |
| 24 | AUS | KP    | Massimo Luongo  |
| 25 | ENG | KP    | Matt Crooks     |
| 26 | IRL | V     | Darragh Lenihan |
| 27 | ENG | V     | Marc Bola       |
| 28 | ENG | K     | Luke Daniels    |
| 29 | ENG | CS    | Chuba Akpom     |
| 30 | ENG | KP    | Hayden Hackney  |
| 31 | ENG | CS    | Sonny Finch     |
| 32 | ENG | V     | Bryant Bilongo  |
| 33 | ENG | KP    | Joe Gibson      |
| 35 | ENG | KP    | Isaac Fletcher  |
| 36 | IRL | CS    | Calum Kavanagh  |
| 39 | ENG | KP    | Jeremy Sivi     |
| —  | ENG | V     | Darnell Fisher  |

### Kölcsönben
| #  |     | Poszt | Név                                           |
| -- | --- | ----- | --------------------------------------------- |
| 19 | ENG | CS    | Josh Coburn (kölcsönben a Bristol Rovers-nél) |
| —  | ENG | K     | Joe Lumley (kölcsönben a Reading-nél)         |
| —  | ENG | K     | Sol Brynn (kölcsönben a Swindon Townnál)      |
| —  | ENG | K     | Zach Hemming (kölcsönben a Kilmarnocknál)     |
| 34 | ENG | V     | Daniel Dodds (kölcsönben a Darlingtonnál)     |

| #  |     | Poszt | Név                                           |
| -- | --- | ----- | --------------------------------------------- |
| 37 | SLE | KP    | Kamil Conteh (kölcsönben a Gatesheadnél)      |
| —  | ARG | KP    | Martín Payero (kölcsönben a Boca Juniors-nál) |
| —  | ENG | V     | Grant Hall (kölcsönben a Rotherham Unitednél) |
| —  | ENG | V     | Hayden Coulson (kölcsönben az Aberdeennél)    |